# Kidulthood
Kidulthood – brytyjski dramat z 2006 roku opowiadający o współczesnej młodzieży żyjącej w londyńskiej dzielnicy West End. Film wyreżyserował Menhaj Huda, a scenariusz napisał Noel Clarke, który zagrał jedną z ról w filmie, a później nakręcił sequel "Adulthood".

## Fabuła
Film opowiada o grupie nastolatków z dzielnicy West End w Londynie. W scenie otwierającej film widać, że szkołą "rządzi" grupka agresywnych uczniów, którym przewodzi Sam (Noel Clarke). Prześladowana przez nich Kate (Rebecca Martin) popełnia samobójstwo, a film koncentruje się na tym jak poszczególni bohaterowie przeżywają wolny dzień po śmierci koleżanki ze szkoły. 
Głównym bohaterem jest Trevor "Trife" (Aml Ameen), który właśnie dowiedział się, że jego dziewczyna - Alisa (Red Madrell) - jest w ciąży, ale podejrzewa, że może to być dziecko Sama. Między innymi z tego powodu zapada w konflikt z chłopakiem, który swój finał będzie miał na imprezie organizowanej przez innego chłopaka z ich szkoły.
Film porusza wiele ważnych kwestii: samobójstwo, zemsta, narkotyki, rasizm, prostytucja oraz problem tzw. "trudnej młodzieży".

## Obsada
- Noel Clarke – Sam
- Femi Oyeniran – "Mooney"
- Jamie Winstone – Rebecca
- Adam Deacon – Jay
- Red Madrell – Alisa
- Aml Ameen – Trevor "Trife"
- Madeleine Fairley – Claire
- Cornell John – wujek Curtis

## Nagrody
Film otrzymał nagrodę im. Douglasa Hickoxa w kategorii Debiut reżyserski.